# ديف قاولد
ديف قاولد (بالإنجليزية: Dave Gould؛ بالمجرية: Dave Gould) هو مصمم رقص ومخرج أمريكي ومجري، ولد في 11 مارس 1899 في بودابست في المجر، وتوفي في 3 يونيو 1969 في لوس أنجلوس في الولايات المتحدة.

## وصلات خارجية
- ديف قاولد على موقع IMDb (الإنجليزية)
- ديف قاولد على موقع الموسوعة البريطانية (الإنجليزية)
- ديف قاولد على موقع قاعدة بيانات برودواي على الإنترنت (الإنجليزية)